# 1926 au Canada
Pour un article plus général, voir Chronologie du Canada.
Cet article traite des événements qui se sont produits durant l'année 1926 au Canada.

## Événements

### Politique
- 18 juin : élection générale albertaine. Le parti United Farmers of Alberta est réélu avec John Edward Brownlee comme premier ministre.

- 14 septembre : élection fédérale déclenchée par l'Affaire King-Byng.

- 25 septembre : William Lyon Mackenzie King (libéral) redevient premier ministre du Canada.

- 22 octobre : fondation de la société secrète de l'Ordre de Jacques-Cartier.

- 18 novembre : déclaration Balfour de 1926. La fin de toute possibilité d'ingérence britannique dans les affaires étrangères canadienne est officialisée à la Conférence impériale. Nomination d’un ministre plénipotentiaire à Washington. Les puissances étrangères établissent à Ottawa des légations, dont la plupart seront transformées en ambassades après 1944.
- 19 novembre : Le Canada et quatre autres pays adhèrent au Commonwealth.
- Visite royale du prince George à Ottawa.

### Sport
- Fin de la Saison 1925-1926 de la LNH.
- Début de la Saison 1926-1927 de la LNH.

### Économie
- Construction de l'Hôtel Prince of Wales en Alberta.
- Fondation de la ville d'Arvida en même temps que l'établissement de l'aluminerie Alcan au Québec.

### Science
- Le mathématicien Samuel Beatty publie le Théorème de Beatty.

### Culture
- Création de la Médaille Lorne Pierce pour récompenser une œuvre littéraire.
- Roman Smoky de Ernest Dufault alias Will James.

### Religion
- 10 juillet : Joseph-Alfred Langlois est nommé évêque au Diocèse de Valleyfield.

## Naissances
- 11 février : Leslie Nielsen, acteur.
- 20 février : Jean Boucher, homme politique fédéral provenant du Québec.
- 21 avril : Élisabeth II, reine de l'Angleterre.
- 18 juillet : Margaret Laurence, écrivaine.
- 21 juillet : Norman Jewison, acteur, réalisateur et producteur.
- 13 août : Dalton McGuinty (père), professeur, homme politique et père du premier ministre de l'Ontario Dalton McGuinty et du député fédéral d'Ottawa-Sud David McGuinty.
- 13 octobre : Wladek Kowalski, catcheur.
- 15 octobre : Marguerite Andersen, romancière, essayiste et poète québécoise.

## Décès
- 27 mars : Georges Vézina, gardien de but de hockey sur glace.